# جورج كولوريس
جورج كولوريس (بالإنجليزية: George Coulouris)‏ هو ممثل بريطاني، ولد في 1 أكتوبر 1903 بمانشستر في المملكة المتحدة، وتوفي في 25 أبريل 1989 بلندن في المملكة المتحدة بسبب مرض باركنسون ونوبة قلبية.

## أعمال

### أفلام
- (1940) كل هذا والجنة أيضا
- (1941) المواطن كين
- (1942) لمن تقرع له الأجراس
- (1943) مشاهدة نهر الراين
- (1943) هذه الأرض لي
- (1944) لا شيء غير القلب الوحيد
- (1948) جان دارك
- (1971) برتقالة آلية[8]
- (1973) بابيلون[9][10][11]
- (1974) جريمة في قطار الشرق السريع[12][13][14]
- (1976) الصراخ في وجه الشيطان

## وصلات خارجية
- جورج كولوريس على موقع IMDb (الإنجليزية)
- جورج كولوريس على موقع الموسوعة البريطانية (الإنجليزية)
- جورج كولوريس على موقع تيرنر كلاسيك موفيز (الإنجليزية)
- جورج كولوريس على موقع قاعدة بيانات برودواي على الإنترنت (الإنجليزية)
- جورج كولوريس على موقع قاعدة بيانات الأفلام السويدية (السويدية)
- جورج كولوريس على موقع إن إن دي بي (الإنجليزية)
- جورج كولوريس على موقع ديسكوغز (الإنجليزية)
- جورج كولوريس على موقع قاعدة بيانات الفيلم (الإنجليزية)